# Сухој Су-27
Сухој Су-27 (рус. Сухой Су-27, НАТО назив Flanker) је вишенаменски високоманеварски ловац, четврте генерације, за постизање превласти у ваздушном простору, у свима временским условима, дању и ноћу. Уведен је у оперативну употребу Црвене армије, 1990. године, а касније је настављено са његовом употребом у ратном ваздухопловству Русије, као са једним од основних борбених авиона, за обезбеђење превласти у ваздушном простору. У оперативној употреби је и у другим бившим земљама Совјетског Савеза, Индији, Кини, Ирану и другим.
Фирма Сухој/КнААПО га је развила и производила. Главни конструктор авиона Су-27 је Михаил Петрович Симонов.
Постизање превласти у ваздушном простору је у допуни са нешто мањим авионом МиГ-29, по сличном систему као Американци са F-15 игл и F-16 фајтинг фалкон. На основу стандардне верзије Су-27, развијено је више варијанти за различите намене, као што је морнаричка Су-33 (Су-27К), школско-борбена Су-27УБ, вишенаменски ловци у више варијација Су-30 и Су-35 (Су-27М).

## Историја

### Програмирање
У касним 60. годинама 20. века, у водећим војним и технолошки развијеним земљама света почели су развоји ловачких авиона четврте генерације.
Први, као и обично, почели су Американци, где је 1965. године, покренуто питање перспективе наследника за тактичког ловца F-4 фантом. У марту 1966. године, покренут је програм FX (енгл. Fighter Experimental). Пројекат авиона, започет је са постављеним тактичко-техничким захтевима, 1969. године. На конкурсу победила је фирма Мекдонал Даглас, са својим пројектом F-15 Игл, 23. децембра 1969. године. Потписан је уговор за развој прототипа, а 1974. године, је почела производња првих ловаца F-15A и F-15B.
Као адекватан одговор, совјети су лансирали свој програм развоја, ловца четврте генерације, 1969. године, у пројектном бироу Сухоја. Доминантан део захтева је био циљ, да авион буде супериоран у борби за превласт у ваздушном простору, укључујући и борбене тактичке задатке на малој дистанци. Посебно се инсистирало на супериорности у маневарској борби, што је убедљиво и реализовано, као главна карактеристика савременог ловца.
Совјети су ушли у развој оба авиона, МиГ-29 и Су-27, који се међусобно допуњавају, по истој филозофији као и амерички F-16 фајтинг фалкон и F-15 игл.

### Тактичко-технички захтеви
Формулисани су први тактичко-технички захтеви, у 1971. години. Совјетско ваздухопловство је желело, да у перспективи обезбеди респективног фронтовског ловцаг противника америчком F-15 игл. При томе су биле амбиције, да га и превазиђу у кључним карактеристикама за ниво од 10%. У томе циљу дефинисани су тактичко-технички захтеви за развој прототипа:
| - Максималан Махов број у лету, 2,35—2,5. - Максимална брзина лета, на висини од преко 11 km, 2.500—2.700 / . - Максимална брзина при земљи, 1.400—1.500 / . - Максимална брзина пењања при земљи, 300—350 . - Плафон лета, 21—22 . - Долет при земљи, без спољњег горива, 1.000 . | - Долет на висини, без спољњег горива, 2 500 . - Максимални фактор аеродинамичког оптерећења, 8—9. - Време убрзања од 600 / до 1.100 / , 12—14 секунди. - Време убрзања од 1.100 / до 1.300 / , 7,6 секунди. - Однос потиска и масе авиона, 1,1—1,2. |

Са тактичко-техничким захтевима, дефинисани су основни задаци из предвиђене намене:
| - Уништавање непријатељских ловачких авиона у блиској борби у ваздушном простору, са употребом навођене ракете на инфрацрвено зрачење и са топом. - Пресретање циљева у ваздуху на великим удаљеностима од базе. - Да буде у лету тешко уочен од противничких радарских система и да успешно води борбу са ракетом средњег домета. - Да успешно штити своје трупе и производне објекте. - Да успешно штити инфраструктуру од напада из ваздуха. | - Да успешно спречава ваздушно извиђање непријатеља. - Да пружи успешну подршку дуголинијским извиђачким авионима, и да их штити од непријатељских ловаца. - Да преноси сигнале о извиђању; - Да уништава мање циљеве на земљи и на мору у погодним временским условима са бомбама, ракетама и са топом. |

### Прототипски развој
Т-10
У Сухоју је урађен идејни пројекат, према дефинисаним тактичко-техничким захтевима, 1971. године, али је већ током периода, 1975—1976. године, постало јасно, да реализовано решење авиона има значајне недостатке. Ипак, прототип авиона (познат као Т-10-1), развијен је и полетео је 20. маја 1977. године, са пробним пилотом Херојем Совјетског Савеза, Владимиром Иљушином.
Са другим прототипом Т-10-2 је погинуо пробни пилот Јевгеније Соловијев, 7. маја 1978. године. У току лета је ушао у област неиспитаних резонантних модова осциловања структуре (флатер) и авион се распао. Било је изграђено још пет прототипова, сличног стандарда, у периоду 1980. и 1982. године. Међусобно су се разликовали у детаљима, а два су још били у току производње.
У томе периоду, почеле су пристизати информације о америчком F-15 иглу. Тада је постало јасно да карактеристике реализованог прототипа не испуњавају тактичко техничке услове и да је Су-27 знатно инфериорнији, у односу на F-15 игл. Заостајала је електронска опрема, по својим карактеристикама и већим габаритима. Такође, недопустиво је била увећана потрошња горива. Пре него што се дошло у дилему, о наставку и преласку у масовну серијску производњу, или прећи на радикалне модификације, у циљу постизања карактеристика његових главних конкурената, кренуло се поново од почетка са развојем.
Т-10С Авиони из претходног стандарда, служили су за разна испитивања и обарања појединих рекорда. За ту намену, скинута им је многа опрема, ради смањења масе. Већ 20. априла 1981. године, прототип Т-10-17 (други из прве серије, Т-10Ц-1), са пилотом Владимиром Иљушинином, постигао је нови рекорд у брзини пењања. Достигао је висину лета од 15.000 m за 70,33 s, чиме је надмашио претходни амерички рекорд, са F-15 иглом, за 7 s.
Највеће измене, у односу на претходну варијанту, биле су у домену стајног трапа и обликовања крила. Повећан је размак између главних точкова, нападна ивица није више била са континуалном изменом угла стреле (крива линија), већ ломљена права линија (стрејк већи угао стреле, а цело остало крило, нешто мањи). Добијени резултати приликом испитивања новог прототипа Т-10С, показали су да је направљен заиста јединствен авион, у многим елементима непревазиђен у свету. Без обзира на ту констатацију, било је проблема и незгода, што увек прати развој у области нових, недовољно испитаних и промовисаних технологија. У једном од летова, у критичним условима, при уништењу авиона, погинуо је и пробни пилот Александар Комаров. Нешто касније, на истом режиму лета, у сличну ситуацију дошао је и пилот Н. Садовников. Само са великом вештином пробног пилота, успешно је превазишао проблем и лет је безбедно завршен. Пилот је слетео на аеродром, са делимично оштећеним крилом, са чиме је значајно допринео детекцији техничке грешке и наставка програма. Након тих заслуга, прозван је у Хероја Совјетског Савеза.
На основу утврђеног стања и детаљне анализе, хитно су предузете мере да се развој авиона заврши. Побољшана је конструкција крила и авиона у целини, смањена је површина преткрилаца.
После предузетих бројних провера и испитивања, авион је индустријализован и стандардизован за серијску производњу.
|  |

### Усвајање у оперативну употребу и серијска производња
Серијска производња ловца Су-27 покренута је у 1982. години, у фабрици авиона у Комсомољску, на Амуру. Ова компанија, која је у то време имала скоро пола века историје. Основана је у лето 1934. године.
Упркос високој комплексности задатака, по активностима напорног рада фабрике у Комсомољску на Амуру, иста је обезбедила производњу Су-27, у складу са савременим стандардима за четврту генерацију ловачких авиона.
Први серијски авиони Су-27, почели су да се испоручују Црвеној армији у 1984. години. Формално авион Су-27 је усвојила Влада Совјетског Савеза, својом уредбом од 23. августа 1990. године, после отклањања свих кључних недостатака, по завршетку верификационих и оперативних испитивања у лету. У оперативну употребу, уведена је основна серијска варијанта авиона, СУ-27С и варијанта пресретача Су-27П.
Компанија је почела серијску производњу двоседа Су-27УБ, 1985. године, а 1989. почела је производњу и морнаричког Су-27К (Су-33), развијеног од унапређене вишенаменске варијанте Су-27М (Су-35 и Су-37). Од средине осамдесетих година 20. века, основана је специјална фабрика „КНААПО“ за производњу авиона из породице Су-27. У њој су, поред осталих произвођени Су-27КУБ и вишенаменски Су-30МКК.
Током вишегодишње серијске производње уведене су бројне измене и нова решења, за побољшање пројекта, поузданости, олакшања у производњи и побољшање перформанси Су-27. За напредак фабрике авиона, у Комсомољску на Амуру, успешну производњу и усавршавање авиона, додељена су бројна владина признања и награде.
Серијска производња мотора АЛ-31Ф, за ловца Су-27, почетком осамдесетих година 20. века, освојена је у машинској и моторској индустрији, расподељено по специјализованим фабрикама.
Укупно је произведено око 680 примерака авиона Су-27, само у основном стандарду.

### Занимљивости
Мало је познато да је СССР 1987. године понудио Југославији и ловце Сухој Су-27 по 20% већој цени у односу на МиГ-29 чиме би Југославија постала први страни корисник Сухојевог тешког ловца. Југославија је 1989. била веома близу потписивању уговора о набавци Су-27, међутим Команда РВ и ПВО је дошла до закључка да један такав стратешки пресретач великог долета није потребан земљи величине СФРЈ. Овој одлуци је допринело и тешко финансијско стање унутар земље, СФРЈ није имала новца за куповину нових летелица па је набавка МиГ-29 ишла на отпис дугова које је СССР имао према Југославији. Овај фактор је био пресудан за избор авиона.

## Конструкција

### Змај и његова структура
Су-27 је класичне аеродинамичке конфигурације. Крило му се континуално утапа са трупом у јединствену целину. Угао стреле, нападне ивице крила је 42°. За побољшање аеродинамичких карактеристика ваздухоплова, на великим нападним угловима, значајно је увећана тетива аеропрофила крила, у кореном делу. направљен је ефекат стрејка, „ломљена стрела“, што генерише вртлог и његовом додатном енергијом спречава се отцепљење ваздушних струјница. Тај допунски сегмент, са већом тетивом и углом стреле нападне ивице, има ефекат смањења таласног отпора на надзвучним брзинама, што побољшава перформансе авиона, на тим режимима лета. На крилу, интегрисани су флаперони, који истовремено делују као закрилца при полетању и слетању, а и као крилца при управљању око „X“ осе авиона. Флаперони су дводелни, дуж размаха крила и комбинацијом њиховог угла отклањања може се утицати на расподелу узгона. Дуж целе нападне ивице, основног дела крила, интегрисана су дводелна преткрилца. Хоризонтални реп је целообртни, укупна површина има функцију стабилизатора и крмила, у уздужном кретању. Вертикални реп је двоструки, истоветна су два, на боковима задњег дела трупа.
У циљу смањења масе структуре авиона, у њеној изради је коришћен титан, 30% од укупних материјала.
На савременијим верзијама Су-27 (Су-30, Су-33, Су-34, Су-35, и друге), интегрисан је и канард. Стабилизујућа и управљајућа хоризонтална површина, у уздужном кретању, постављена је испред крила. Морнаричка варијанта Су-33, склапа крила и спољни део хоризонталног репа, због смањења попречних димензија и лакшег стационирања у скученом бродском простору. Ова верзија је опремљена куком за качење конопа, за кочење авиона при слетању на палубу.
Су-27 је први совјетски серијски авион са електричним командама лета, у уздужном каналу управљања. У поређењу са системима команди лета, примењеним на његови претходницима, електричне команде лета имају велику брзину, прецизност и омогућава примену много софистициранијих и ефикаснијих алгоритама (закона) управљања (што повећава и брзину одговора авиона). Са применом овога система, омогућено је да авион Су-27 буде статички нестабилан, на подзвучним брзинама лета.
Испитивање смањења уочљивости авиона Су-27, за потребан статистички број резултата трајао је више од 100 сати непрекидног рада радарских станица на терену и више од 30 сати - у лету. У неким случајевима, за упоредно оцењивање спроводе се упарени летови, у којем су учествовали скоро невидљив и класичан авион.
Као резултат истраживања и развоја је решено низ фундаменталних и примењених проблема стелт технологија: развијене су компатибилне и експерименталне методе и сложене технологије за смањење уочљивости; намењено за испитивање авиона четврте генерације, као што је Су-27. Предложени су материјали који упијају радарске зраке, а који примењени у конструкцији дају равноправне резултате са најбољим иностраним решењима.

### Погон
Су-27, опремљен је са два двопроточна турбомлазна мотора АЛ-31Ф, са допунским сагоревањем, који су уграђени испод задњег дела трупа, на приличном међусобном растојању. Мотори се одликују малом специфичном потрошњом горива и малом површином попречног пресека, па и малим отпором. Маса мотора је 1.520 kg. Компресор му се састоји са четири степена ниског притиска, девет високог, а на турбинском колу високог притиска, лопатице се хладе доводом ваздуха, поседује и засебно турбинско коло ниског притиска. Комора сагоревања је прстенаста. Раздвајање мотора, при уградњи, условљено је потребом за смањењем њиховог међусобног утицаја у раду, а постоји широки тунел између њих, што је погодан простор за вешања оружја, а то повећава и ефикасност усисавања ваздуха. Између мотора, уграђена је греда са контејнером за кочни падобран. Улаз у усиснике је затворен ролетнама у полетању, да не би увлачили предмете са земље, све док се носни точак не одлепи од земље. Концентрично постављене млазнице уређаја допунског сагоревања, доводе хладни ваздух између два реда „латица“ млазница мотора. На неким верзијама Су-27, на задњем делу, између мотора уграђиван је радар, ради посматрања задње полусфере. Бочно растојање између мотора доприноси повећању „борбене жилавости авиона“, у случају да ракета погоди млазницу једног, смањена је вероватноћа оштећења и другог.
На унапређеној варијанти Су-27СМ2, интегрисан је моћнији и ефикаснији мотор АЛ-31Ф-М1, опремљен системом за управљање вектором потиска. Потисак је повећан, у односу на базни АЛ-31Ф мотор, за 1 kN, а потрошња горива је смањена са 0,75 до 0,68 kg / N h, а пречник компресора повећан је на 924 mm, што обезбеђује проток ваздуха до 118 kg / s.
Са каснијим модификацијама ловца Су-27, уграђени су мотори АЛ-31Ф-М1, АЛ-31ФП и варијанта 117С, са системом за управљање са вектором потиска, на нове унапређене варијанте авиона. Са овим моторима су опремљени авиони СУ-27СМ2, Су-30 и Су-35. Значајно је повећана агилност авиона, а пре свега, омогућен је лет на малој брзини, близу нуле и при великим нападним угловима. Млазнице се закрећу у хоризонталној и у вертикалној равни, што омогућава авиону супер маневар. То се постиже закретањем млазница за ± 15°, за измену правца вектора потиска. У зависности од режима лета, аутоматски се одбацују крилни спољни носачи.

### Горивни систем
Велики капацитет унутрашњег горива, од око 12.000 литара, обезбеђује долет до 3.680 km, а борбени радијус до 1.500 km.
Гориво је смештено у авиону у четири резервоара - три су у трупу и један у корену крила. Капацитет резервоара за гориво су: у предњем делу трупа (резервоар број 1) - 4.020 литара, у централном делу трупа (резервоар број 2) - 5.330 литара, задњи део трупа (резервоар број 3) - 1.350 литара централни део крила (резервоар број 4) - 1.270 литара. Пуни унутрашњи резервоари горива имају укупни капацитет од 11.975 литара (9.400 kg са специфичном тежином горива од 0,785). Поред верзије пуних резервоара, постоји и варијанта делимичног пуњења резервоара горива авиона, у којем се резервоар број 1 и крилни не пуне. Капацитет горива у авиону у овом случају је 6.680 литара (5.240 kg). За гориво се користи керозин РТ, Т-1 или ТЦ или њихова смеша. Пуњење се врши кроз уливно грло, за централизовано пуњење резервоара, у гондоли предње ноге стајног трапа. Систем горивне инсталације је аутоматизован, тако да му поуздано раде све компоненте и функције, пумпе, проток, сензори нивоа и вентили. Унутрашњи простор резервоара је испуњен полиуретанском пеном, која обезбеђује стабилност распореда горива у акробацијама авиона (спречава веће „бућкање“).

### Хидраулика
Састоји се од два равноправна и независна система са радним притиском од 280 kg / cm² хидроуља АМГ-10. Хидрауличке пумпе НП-112 су по једна монтирана на сваки мотор. Хидраулични системи обезбеђују систем команди лета механизацијом крила, извлачењем и увлачењем ногу стајног трапа и његовим вратима, аеродинамичким кочницама, кочницама точкова и управљањем носном ногом. Поред ова два главна хидросистема постоји и трећи, помоћни са електро пумпом за хидро уље.

### Стајни трап
Стајни трап је типа трицикл, са предњом ногом. Главне ноге су телескопског типа са по једним точком са кочницама. Димензије точкова су 1030 × 350 mm. Носна нога поседује пригушивач осцилација. Ноге се просторно закрећу око косе осе вешање за оквире трупа у зони № 32-33. У проширеном положају сталак фиксне механичке браве инсталиране на моћ снимака мотора Нацеллес. Угао нагиба у односу на вертикалне стубова 2° 43'- предњи лежај са типа сталак полурицхазхного пронађен један контролисан не кочење точкова КН-27 димензија 680 × 260 mm. Окретање контролу предњих точкова на контрола правца педале. База стајног трапа је 5,8 m траг - 4,34 m.

### Електро напајање
Примарна електрично напајање је напона од 200/115 волти наизменичне струје фреквенције 400 херца, разводи се удвојеном мрежом. Генератори ГП-21 су независно погоњени авионским моторима. Секундарна мрежа је напона од 28 волти, исто се разводи са два канала, од уређаја за исправљање (исправљача). Ванредни извор струје су два никл-кадмијум акумулатора 20НКБН-25, смештена у гондоли предње ноге.

### Опрема и системи
Опрема авиона Су-27 може се поделити на четири независна функционално повезана комплекса, који су софтверски међусобно интегрисани. То су систем за управљање оружјем (СУВ), навигациони систем (НС), систем команди лета и систем активне и пасивне против електронске заштите. Пошто су међусобно системи за управљање оружјем и за навигацију најинтимније интегрисани, обично се сматрају јединственим нападно навигацијским системом (ННС).

### Систем команди лета
Систем команди лета обезбеђује управљање уздужним и попречно смерним кретањем и отклањањем нападне ивице крила (преткрилцима).
У уздужном каналу се управља целообртним стабилизатором. Уздужни канал је без круте механичке везе са електронском давачем постављеним на палици пилота, одакле се електрични сигнал води у систем управљања СДУ-10, који преноси оптимизиран сигнал до хидропокретача и померања целообртног хоризонталног репа.
Систем извршава функције управљања статички нестабилног авиона у уздужном каналу, побољшава карактеристике стабилности и управљивости авиона у уздужном и попречне-смерном кретању, подешава аеродинамику авиона и маневарске карактеристике, ограничава дозвољено преоптерећење и нападни угао, смањујући аеродинамичка оптерећења на структуру конструкције.
Статичка стабилност, у уздужном кретању авиона Су-27, подешена је неутралном статичком резервом стабилности, приближно око вредности нула, што је посебно условљавало избор концепта команди лета, при обавезним испуњењем услова високе поузданости система. Положај неутралне тачке, па и резерве стабилности диктира висина Маховог броја (утицај компресибилитета), у датом режиму брзине лета авиона. Са друге стране, захтев за Су-27 је био да има изванредне маневарске особине, у свим режимима лета, што није било могуће постићи при великој резерви статичке стабилности. Из тог разлога, да би се смањила велика резерва статичке стабилности на великим брзинама лета, на малима је последично морала бити негативна, до 5% је негативна резерва стабилности, тада је авион природно статички и динамички нестабилан.
Поред наведеног, авиони као што је Су-27, са великим масама делова распоређеним на удаљеним растојањима, као и великим распоном брзина лета не може испунити услове динамичке стабилности и управљивости, без моделирања истих софтвером помоћу рачунара у систему команди лета.
То је заједно са условом интеграције аутопилота диктирало избор електричних команди лета, у уздужном каналу управљања. По нагибу, задржане су класичне, са серво системом и по правцу троканалне електричне. Управљање авионом се врши у ручном и у аутоматском режиму. У ручном режиму, пилот преко палице и педала саопштава своју жељу, а аутоматски режим профилише одговор и динамику авиона са инсталираним софтвером у рачунару, по изабраном алгоритму (законима управљања).
Са електричним делом преношења сигнала решавају се основни задаци:
- уздужно управљање са статички нестабилним авионом,
- авиону се аутоматски профилишу карактеристике стабилности и управљивости, по задатим законима на жељени стандард,
- побољшавају се аеродинамичке карактеристике авиона у маневру (са аутоматским преткрилцима),
- ограничава се фактор аеродинамичког оптерећења (n) и нападни угао (α) иСу-27 у лету.
- смањује се аеродинамичко оптерећење структуре змаја авиона (прерасподела узгона дуж размаха крила).

Функционисање система, заснива се на непрекидном мерењу параметара лета и командних сигнала пилота, које рачунар обрађује по задатим законима, дефинисаним софтвером, а затим их шаље на извршно померање хидро покретача командних површина, у функцији реализације стабилности и маневра авиона.
Систем СДУ може да ради на три режима:
- полетање и слетање,
- лет и
- директна веза.

Главни експлоатациони режим је „режим лета“, у коме се електрични сигнал од давача померања пилотске палице преноси за уздужно управљање, на две стране. Једна је у рачунар команди лета за моделирање одговора авиона, а друга је у симулатор супротстављања (оптерећења) палици, због симулације осећаја пилота о учињеној његовој радњи. За адаптацију те симулације по висини и брзини лета, за одређени режим, уводи се утицај статичког и динамичког притиска ваздуха, чија промена информише о промени висине и брзине лета авиона. У рачунар команди лета пристиже и други сигнал, који је резултат мерења компоненти вектора стања лета, са свим сензорима (угаона брзина, убрзање и нападни угао итд). На основу ових обрађених сигнала у рачунару, шаље се моделирани, који је и извршни за хидропокретаче командних површина.
У режиму полетања и слетања, због мале брзине авиона и његовог спорог одговора на команде лета, системски је смањен утицај кашњења сигнала из сензора и тако је умањен тај негативни утицај на укупну брзину одговора авиона. То је реализовано уградњом посебних предфилтера, у „петљи“ управљања.
У режиму „директне везе“ сигнал са палице иде директно на хидропокретаче, а отпор (супротстављање) палице и преносни однос, пилот ручно подешава, на посебној ручној команди.
Ограничење анвелопе лета, по оптерећењу изазваном нормалним убрзањем и по нападном углу, пројектовано је тако да систем команди лета ограничава померање палице од стране пилота и спречава га, да несвесно пређе одређене границе могућности авиона и пилота.
Да би се побољшала поузданост уздужног електричног канала изведен је у четворострукој варијанти, а за команду правца у троканалној. Сви канали раде паралелно и синхроно, опслуживање система је одређено преко већински надгласаног сигнала, највеће вероватноће исправног. За крмило правца пилот изражава своју жељу померањем педала, на којима је давач електро сигнала, сразмеран жељи пилота о померању крмила.
Преткрилца се аутоматски извлаче, у зависности од тренутног нападног угла, помоћу сигнала из сензора преко рачунара.
Попречна команда је директна, преко механичких полуга, од палице до разводника хидропокретача флаперона крила, а електрични су од сензора и рачунара, а представљају паралелне „улазе“ у серво вентиле хидропокретача.
Аутоматско управљање аутопилотом обезбеђује се у интеграцији са системом навигације, у функцијама:
- стабилизације угаоне позиције и висине лета авиона у ваздушном простору,
- враћања авиона у правилан положај, из било кога неправилног, на притисак пилота на „инстинктни“ прекидач и
- режима повратка авиона на аеродром и његово слетање, по навођењу аеродромских уређаја.

Аутоматски систем за управљање САУ-10, стабилизације угаону позицију ваздухоплова и његову висину лета, доводи авион до нивоа лета из било које просторне позиције када пилот изгуби оријентацију, води авион програмом пењања и спуштања, управљања тимова са земље и навођења на задате тачке у ваздух, као и система управљања наоружањем, лет на маршрути, повратак на аеродром и слетање по навођењу

### Интегрисани систем команди лета и управљања вектором потиска
Управљање са млазницом мотора АЛ-31ФП, софтверски је интегрисано, у систем команди лета авиона. Реализује се преко дигиталног рачунара који је део целог система управљања авионом Су-27. Пошто је кретање млазнице интегрисано у команде лета и потпуно аутоматизовано, пилот није заузет са посебним радњама управљања, са вектором потиска, што му омогућава да се у потпуности концентрише само на управљање авионом и на вођење борбе. Систем команди лета реагује на сваку акцију пилота, као и обично, преко померања палице и педала. Овакав интегрисани систем команди лета, обезбеђује далеко веће моменте пропињања и скретања, у командованом маневру авиона.

Током постојања Су-27, систем команди лета, па и команде млазница, значајно су се мењале и усавршавале. Последњи стандард дигиталног система електричних команди са вектором потиска на Су-27, реализован је као четвороструки уздужни канал, а по правцу троструки (резервација поузданости).

### Навигациони систем ПНА-10
Састоји се од два подсистема - пилотски ПК-10 и навигациони комплет НК-10. Пилотски комплет, доставља сложене информације параметара о висини и брзини лета ИК-ВСП-2-10, ваздушним подацима СВС-2Ц-2, радиовисиномеру РВ-21 (А-035), систему автоматическог управљања авионом САУ-10 и систему ограничавајућих сигнала СОС-2. Структура навигационог система се састоји од информација о садржају вертикалне позиције и курса ИК-ВК-80-6, аутоматског гониометра АРК-22 (А-318), навигационог радио система кратког домета (РСБН) А-317, дигиталног рачунара А-313 и радио маркера (фара) А-611.
Информације о садржају вертикалне позиције и курса су референтне одреднице за инерцијалне сигнале из ПНА-10 за параметре ваљања, пропињања, курса и долета. Функције су у аутоматском режиму као и у режиму радио-корекције.
Аутоматски радиокомпас за пилота је на посебном месту сигналних уређаја, за мерење азимута радио станицом.
РСБН обезбеђује лет на одређеној релацији и повратак на претходни аеродром, опремљен је радарским уређајем за слетање у ручном, аутоматском и управљаном режиму пилота, при спровођењу маневра са приступом до фара, приступ до висине од 50 m, у аутоматском режиму и поновни улазак на слетање. Опрема РСБН прима сигнале радионавигационих помагала са земље. Пријем сигнала је посредством антена, које се налазе у носу и репу авиона.
Радио маркер (фар) је сензор за пилота, којим је обавештен да лети над њим - у прилазу и испред стазе за слетање.
Опрема укључује уређаје за идентификацију сумњивог авиона СО-69 и СО-72 (А-511), питача и одговарача.

### Кабина
Кабина је класична са командном палицом у равни симетрије авиона, између колена ногу пилота. То је радно место пилота и опремљена је пилотовим седиштем К-36ДМ, серије 2. Седиште поседује систем за катапултирање, у великом распону брзина и висина лета авиона, укључујући и режим мировања авиона на аеродрому (0–0). Безбедно спасавање пилота је на брзинама од 0–1.400 km/h, на висинама од 0–25 km, при маневрима, са оптерећењем од -2–+4, на нападним угловима до 30°, угловима клизања до 20°, угловима ваљања до 180°, ротирању авиона око уздужне  осе, са угаоном брзином 3° у секунди, при брзини од 75 km/h. Минимална висина спасавања у понирању, под углом од 30° до висине лета од 85 m.
Тренутно убрзање, при катапултирању је 18 g. При катапултирању, претходно се аутоматски одбацује поклопац кабине.
У основи, кабина Су-27 је опремљена уобичајеним скупом аналогних приказивача и малим екраном радара. Касније варијанте, опремљене су модерним вишенаменским приказивачима, на бази течног кристала, командама и индикаторима за приказивање и навигацију, презентацију информација о позадини иза ветробрана. Елементи управљачког система су на предњој страни и служе за управљање аутопилотом, командом за тримовање, гађање оружјем, избор и активирање оружја за отварање ватре и лансирање ракета.

### Сензори

#### Радар
Показало се да је радар велики развојни проблем за Су-27. Почетни совјетски захтеви, били су веома амбициозни. Захтевана је могућност праћења више циљева на удаљености до 200 km, величине бомбардера (16 m², што одговара Ту-16). Ово је за тадашњу технологију одређивало тежак и габаритно неприхватљив уређај. Да би се свело у прихватљиве димензије и масу, прешло се на развој радара са електронским скенирањем, по висини и механичким, по правцу. Нажалост и то је био претежак задатак за совјетску електронску индустрију и расположиву технологију, седамдесетих година прошлога века, а 1982. године, одустало се и од те амбиције. Изабрана је компромисна алтернатива, на бази расположиве технологије Н019 топаз радара, са увећаном антеном. У томе стандарду, радар под називом РЛПК-27, имао је пуно техничких недостатака, тако да је исти уведен у оперативну употребу тек 1991. године, а то је било после 5 година, у односу на авион Су-27. Систем РЛПК-27 обухвата импулсни-доплер радар Н001. Даљина детекције ловца у предњој хемисфери је - 80–100 km, а у задњој - 30–40 km. Истовремено може пратити у лету до 10 циљева у ваздушном простору и да обезбеди пресретање једног од највећих претњи. Опсег висине открива циљеве у оквиру угла од 120 степени - од 50–100 m до 27 km. Радарска антена је била пречника од 975 mm са механичким скенирањем у азимуту и по висини. Радаром РЛПК-27 је управљао процесорски рачунар БЦВМ Ц100.
Дуготрајним развојним и истраживачким напорима развијена је радарска антена са пасивном фазном решетком (електронско скенирање). Развијени радар је Жук-МСФЭ, који има потпуно нову конфигурацију и архитектуру антенске решетке. Угао скенирање радара је + / -70 степени (по азимуту надгледа 140 степени). Према прорачунима, нови радар треба да изврши детекцију и истовремену подршку више од 24 циља у ваздушном простору, а до осам циљева да ажурира са истовременом могућношћу гађања. Овај радар је испитан на варијанти авиона Су-27КУБ. Има способност скенирања и гађања циљева и према земљи (надоле).
Остале су последице захтева за велики простор носног дела авиона, за смештај класичне антене. Наслеђен је велики пресек предњег дела трупа авиона. Да би смањили његов радарски одраз, руси су развили систем, на бази замрачивања са „плазма облаком“ (плазма стелт). Систем је развијен у Русији, смањује радарски одраз авиона, за фактор од 100. Руски плазма стелт уређај је испитан на авиону Су-27ИБ, до јуна 2002. године.

#### Оптоелектроника
Основа за наоружање Су-27 је оптоелектронски сензорски систем ОЕПС-27, који у себи поседује ласерски даљиномер (ефективни домет до 8 km) и систем за инфрацрвено претраживање и праћење (енгл. Infra-red search and track) (ИРСТ) (ефективни домет од 50—70 km). Склоп ОЕПС-27 обухвата оптичку-локациону станицу ОЛС-27, што је комбинација ИЦ сензора и ласерског даљиномера ( ОЛС-27 детектује циљ од топлотног зрачења и његово угаоно праћење, ласерским даљиномером - мери његову удаљеност), уграђено је приказивање циља на визиру шлема ознаке (НСЦ) и дигитални рачунара Ц100. У овим системима, користи се иста оптика, као огледало у перископу, сједињено са координацијом сензора „стаклене лопте“, која се закреће по висини (10° аутоматски скенира, 15° када се ручно управља) и по азимуту (60° и 120°). Велика је предност оваквог сензорског скенирања по „правцу“. Овај систем има већу тачност, у своме домету, од радарског праћења и мерења за све циљеве са топлотним одразом. То су ракете, дејства топова, мотора летелица, па чак и аеродинамичке загрејаности оплате авиона. Детектује загрејане циљеве и изван видног угла (у задњој полусфери), а ласерским мерењем даљине комплетира податке за гађања циља. Систем ОЕПС-27 је спрегнут са кацигом пилота, са које се преноси сигнал закретања његове главе, приликом усмерења погледа према циљу и при одлуци за лансирање својих ракета. Тај сигнал положаја главе пилота, у тренутку гађања циља, представља и почетни податак за усмерење његове самонавођене ракете према циљу.

## Наоружање

### Систем управљања оружјем
Систем управљања оружјем – СУВ С-27 обухвата радарски нишански систем РЛПК-27 оптоелектронски нишански систем ОЭПС-27, показивачки систем СЕИ-31, систем управљања оружјем – СУО, систем за легитимисање и систем објективне контроле.

Систем управљања оружјем авиона Су-27 обезбеђује примену вођених ракета ваздух-ваздух, за блиску борбу и на дистанци, захват и праћење циља из режима откривања, радарским и опто-електронским сензорима у ракетној борби на дистанци, снимање и одржавање визуелног надгледања циља у блиској борби и одређивање избора приоритета дејства на њега. У оквиру система управљања оружјем Су-27 радар РЛПК-27 и оптоелектронски нишански систем ОЭПС-27, су функционално интегрисани преко заједничког рачунара у јединствен систем управљања наоружањем. Систем управљања оружјем авиона Су-27, усаглашено допуњавају у раду и други авионски системи:
- навигациони систем,
- земаљски аутоматизовани командни систем управљања,
- радио систем,
- опрема за идентификацију и легитимисање,
- међуавионска телекомуникациона опрема и пренос података са терена и
- опрема на „плочи“ система одбране, на командним местима.

За реализацију гађања оружјем, систем управљања уједно је одговоран за комуникацију и управљање с њим. Он шаље све неопходне сигнале и команде у складу са организацијом коришћеног оружја на авиону. Веза овога система са самонавођењем ракета, заснива се на основу јединственог сигнала, за све типове коришћених ракета. Подаци о циљу су обезбеђени од система, за све врсте оружја, на заједничком приказивачу, на основу којих се управља с оружјем.
У циљу смањења оптерећења пилота од сувишних радњи, у току борбе, систем управљања оружјем Су-27 обезбеђује:
- прелазак на употребу оружја без скидања руке са палице управљања авионом,
- полуатоматску и ручну припрему и употребу оружја,
- праћење утрошка броја граната у бојевом комплету топа и
- индикаторско показивање избора примењеног оружја, као и тренутне ситуације.[3][20]

### Оружје
Оружје сачињавају:
- Један топ, калибра 30 mm ГШ-30-1 са бојевим комплетом од 150 граната, уграђен је у контуру авиона.
- Изван контуре, на спољним носачима носи до 8.000 kg наоружања.
  - Вођене ракете, ваздух-ваздух, типа Р-27Р1/Р-27Т1/Р-77 (средњег домета, полуактивно радарско вођење), Р-73 (топлотно – IC самонавођење).
  - Невођени пројектили ваздух-земља: С-8КОМ, С-8ОМ, С-8БМ С-13Т, С-13ОФ С-25ОФМ-ПУ.
  - Експлозивне бомбе калибра 100, 250 и 500 kg са ласерским, ТВ или топлотним навођењем.
  - Касетне бомбе РБК-50.
  - Контејнер КМГУ.
- Варијанте авиона Су-35 и Су-37, носе и вођене ракете ваздух-земља:
  - Х-29Т са ТВ вођењем,
  - Х-29Л или С-25ЛД са полуактивним ласерским навођењем.
  - Х-59М са ТВ вођењем, средњег домета
  - Х-31А са активним радарским навођењем, против бродска ракета.[3][4][8][14]

|                                                             |                                                             |
| Испод крила постављене су ракете Р-27Т, а под трупом Р-27Р. | Украјински Су-27СЗ изложен у музеју, вођене ракете и бомбе. |

## Модификације
- Т-10 — први прототип.[6][21]
- Т-10С — побољшање конфигурације прототипа.[6][21]
- Су-27 — предсирјска варијанта са мотором АЛ-31.[3][21]
- Су-27С (Су-27) (Flanker-B) — ловац-пресретач једносед, основни серијски стандард, са мотором АЛ-31Ф.[3][21][22]
- Су-27П — ловац-пресретач једносед, за противваздухопловну одбрану, са системом наоружања и за дејство и на земаљске циљеве.[21]
- Су-27УБ (Т-10У) (Flanker-С) — двосед за борбену обуку. Прелазна обука за летење на борбеном Су-27. Први пут је полетео 7. марта 1985. Серијска производња у Иркутску, 1986. године.[21]
- Су-27УП (Т-10-30) — школско тренажна варијанта за дежурство у ваздуху, у функцији противваздухопловне одбране. Серијски се производи.[21]
- Су-27СК — извозна варијанта од основног Су-27 (Су-27С), производи се од 1991. године.[3][17][21]
- Су-27СМ — модернизована варијанта серијског авиона. Први лет је направио 27. децембра 2002. године.[17][21][23]
- Су-27СМ2 — модернизована варијанта Су-27, са приближним карактеристикама авиону Су-35С, основна одлика је примена мотора АЛ-31Ф-М1.[3][21]
- Су-27СКМ — извозна варијанта Су-27СМ.[3][21]
- Су-27УБК — извозна варијанта модификованог двоседа школско-борбеног авиона Су-27УБ.[21][24]
- Су-30 (Су-27ПУ) — двосед намењен за борбено навођење за пресретање. Развијен на основу Су-27УБ. Може да обавља симултано навођење четири пресретача Су-27. Производња му је у ограниченим количинама, са побољшањима је као што су систем за пуњење са горивом у лету и нове су команде лета.[21][25]
- Су-30М / Су-30МК је нова генерација вишенаменског двоседа. Неколико Су-30МК су развијени за руске потребе, средином 90-их година 20. века. Извозна варијанта Су-30МК, била је карактеристична по различитим нивоима способности. Верзије су Су-30МКА за Алжир, Су-30МКИ за Индију, Су-30МКК за Кину, и Су-30МКМ за Малезију.[21][26][27] Руски ловац Су-27К (касније назван Су-33) на палуби брода Адмирал Кузњецов.
- Су-27ИБ (Су-32) — прототип двоседа ловца-бомбардера Су-32ФН и Су-34, са седиштем један поред другог. Пројектован је са наменом да се ангажује за дејство по циљевима у свима временским условима, дању и ноћу. Полетео је 13. априла 1990. године.[21][28]
- П-42 (Т-10-15) — подешен је, са скидањем непотребне опреме, за обарања рекорда, у извођењу у првој варијанти која није ушла у серијску производњу. Постигао је 41 признат и регистрован рекорд, од Међународне федерације аеро-наутике, у 1986—1990. години.[28] Отличается установкой форсированных двигателей и значительно облегчённой конструкцией (максимальная взлётная масса П-42 составляет 14100 kg)[21][21][29]
- Су-33 (Су-27К, Т-12) (Flanker-D) — једносед морнарички ловачки авион са склапањем крила и дела хоризонталног репа. Серијски се производи у ограниченом броју од 1992. године. Су-33 је у оперативној употреби на носачу авиона, крстарица „Адмирал Кузнецов“.[21][30][31] Полетно слетна платформа на броду, носачу авиона Адмирал Кузњецов.
- Су-33УБ (Су-27КУБ, Т-12УБ) — школско-борбени морнарички ловачки авион са седиштима један поред другог. Раније је имао назив Су-27КУБ.[21][32]
- Су-34 (Су-27ИБ, Су-32ФН) (Fullback) — двосед ловац-бомбардер са седиштем једно поред другог. Пројектован је за дејство на земаљске циљеве (површина) по свима временским условима, дању и ноћу. Пандам је америчком ловцу бомбардеру F-15E. Први лет је направио 13. априла 1990. године.[3][21]
- Су-35 (Су-27М, Т-10М) (Flanker-E) — вишенаменски ловац.[21][33]
- Су-35БМ (Т-10БМ) (Flanker-E+) — вишенаменски ловац, са управљањем вектора потиска.[21]
- Су-35УБ (Т-10УБМ) — школско-борбени авион развијен на основу Су-30, Су-35 и Су-37.[3][21]
- Су-37 (Т-10М-11) (Flanker-F) — вишенаменски ловац, са управљањем вектора потиска. Прототип је страдао у пробном лету, програм је прекинут.[3][21][34]

## Поређење са другим ловцима

### Мишљење пилота у односу на F-15D
О поређењу борбених способности F-15 игл и Су-27, стварао се утисак током руске посете америчкој бази у Ленглију, у августу 1992. године, као и у узвратној посети америчких пилота, у септембру исте године и у 1996. Тада су организовани „заједнички ваздухопловни маневри“ са авионима F-15D и Су-27УБ. Руски пилот је закључио, да је F-15 игл инфериорнији у агилности на подзвучним брзинама, не само у односу на Су-27 и МиГ-29. Међутим, та разлика код авиона није пресудна, пошто прво треба преживети борбу на дистанци, а онда тек доћи у ситуацију за блиску, маневарску борбу. Значи, посебно је важна борба ракетама и предност у откривању непријатеља на великим растојањима.

### Индијско поређење
Током заједничке америчко-индијске војне вежбе, у фебруару 2003. године, одржано је неколико симулираних борби авиона у ваздушном простору. У вежбама, са индијске стране, учествовали су авиони руског и француског порекла, „Сухоји“, „Мигови“ и „Миражи“.
Током маневра у три од четири ваздушне борбе, индијски пилоти на ловцима Су-30МКИ (Су-30 унапређен у Индију) успео је да „победи“ Американце. У „борби“ је учествовало 12 индијских авиона против 4 америчка, према договору Американци нису користили Авакс, за ометање и извиђање. Американци нису симулирали дејство ракете средњег домета AIM-120, док су Индуси симулирали дејство ракете средњег домета Р-77.
Забринути због све веће продаје руских ловаца Су-27 и Су-30, широм света, званичници Пентагона су у Украјини набавили два Су-27 совјетске производње. Они ће их детаљно испитати у лету, у оперативној употреби и извршиће техничко технолошку дефектацију.

## Акробације у лету
Су-27 је први совјетски оперативни авион са електричним системом команди лета, заснованим на развоју из искуства на пројекту бомбардера Сухој Т-4. У комбинацији са релативно ниским специфичним оптерећење крила, ефикасним командним површинама и ефектом стрејка за очувањем узгона на великим нападним угловима, чини га изузетно агилним авионом и управљивим чак и при врло малим брзинама и великим нападним угловима лета. Те особине авиона Су-27, посебно се демонстрирају са чувеним маневром „кобра“. Тај маневар је постао знак распознавања за авион Су-27. Новије варијанте Су-27, са моторима и системом управљања са вектором потиска, допунски побољшавају те његове високе маневарске карактеристике.
На традиционалној изложби авиона на Буржеу, крај Париза, у јуну 1989. године, пробни пилот Виктор Пугачов, на авиону СУ-27 је извео је нови маневар, који је по њему прозван Пугачев маневар „кобра“. У праволинијском лету, авион, без промене правца кретања, енергично подиже свој носни део, повећава нападни угао до 120°, док тако краткотрајно лети реп је за мало испред носног дела, а потом се авион брзо враћа у хоризонтални положај, нормални лет (погледај шему, испод текста).
Само име „кобра“, дошао је на основу асоцијације на положај те врсте змије пре напада.
Покушавано је са давањем директног значаја овоме маневру кобра, наравно у борби, али су се све претпоставке и тумачења, за сада, свела на то да је у питању само значај у доказу о високим маневарским карактеристикама авиона, које могу некад бити пресудне у исходу борбе са противником и његовим лансираним ракетама.
|                                     |                         |
| Турбулентни вртлог, ефекат стрејка. | Шема акробације „кобра“ |

## Удеси и катастрофе
Тачан број удеса и катастрофа авионом Су-27, није познат, али се енциклопедијски наводе ок 27. Драстичнији су:
- Случај изнад Баренцовог мора, када је СУ-27 додирнуо летелицу „Орион“, оба су се авиона безбедно вратили у базу.[40]
- Катастрофа током слетања на аеродром Камрањ, што се одвијало у лошим временским условима и уз лошу организацију, страдала су три Су-27.[41]
- Трагедија на аеродрому Скнилов 27. јул 2002. године, када је Су-27, украјинског ваздухопловства, при извршавању ризичног маневра, пао на гледаоце и 85 их усмртио. Оба пилота су се катапултирали и претрпели су само мање повреде.[42]
- Губитак оријентације и катапултирање пилота из Су-27, 15. септембар 2005. године, у Литванији. Током лета пилот је пријавио губитак оријентације, у време тражења изласка из те ситуације, потпуно је потрошено гориво и морао је напустити авион.[43]
- Инцидент са Су-27 у Дорокхову, када се генератор једносмерне струје покварио, што је довело до губитка навигације и престанка рада комуникационих система, а током слетања није могао извући стајне органе и авион је морао да слети „на стомак“, уз минимална оштећења.[44][45]
- Катастрофа на Усуриском, када се се СУ-27 срушио у близини аеродрома „Воздвиженка“.[46]
- Трагедија у Жуковском, 16. августа 2009. године, када су се током пробе у оквиру припреме за изложбу МАКС-2009 сударили у лету Су-27 и Су-27УБ из састава „Руски Витезови“.[47]
- Катастрофа белоруског Су-27УБ, 30. август 2009. године, у близини Радом (Пољска), када је исти пао на земљу током акробација, на крају свог програма.[48]
- Катастрофа у Хабаровском региону, када је у року од неколико минута после полетања, Су-27 нестао са радарског екрана. Његови остаци су пронађени, на удаљености од 20 km од базног аеродрома.[49]
- У Украјини, 16. октомбра 2018. године, у паду ловца Су-27УБ урајинског ратног ваздухопловства погинули су, украјински пилот и амерички пилот ваздушних снага националне гарде Сједињених Америчких Држава. Пад авиона се догодио током тренажног лета за време војне мултинационалне вежбе „Чисто небо 2018“, у којој су учествовале поред домаћина Украјине земље:САД, Белгије, Велике Британије, Естоније, Данске, Холандије, Пољске и Румуније.[50]

## Борбена употреба

### Абхазија
- Су-27 је учествовао у ограниченим акцијама, јер је код њих први ушао у оперативну употребу. Ове авионе је руско ваздухопловство користило у току рата 1992—1993. у Абхазији против грузијских снага. Један ловац је оборен ракетом С-75 двина 19. марта 1993. године. Ово се десило приликом повратка руског ловца Су-27 са задатка пресретања два неидентификована циља (претпоставља се да су били грузијски Су-25). Пилот Су-27 је овом приликом погинуо.[51][52][53]

### Чеченија
- Према западним изворима, 4. септембра 1994. године, руски авион Су-27 је оборио чеченски Л-39.[54] Крајем 1994. године, руски авион Су-27 је оборен изнад периферије Грозног, пилот је заробљен.[55]

### Бело море
- Непознати летећи објекат је радаром детектован изнад Белог мора, 1. септембра 1998. године, тада је узлетео руски Су-27. Идентификован је циљ као беспилотни балон, на који је испаљена ракета пресретача.[56]

### Етиопија
- У периоду 1999—2000. године, неколико авиона Су-27 ваздухопловства Етиопије су учествовали у рату Етиопије-Еритреје. У тим борбама су оборили три авиона МиГ-29 Еритреје.[57]

### Јужна Осетија
- Током рата у Јужној Осетији, Су-27, заједно са авионима МиГ-29, контролисали су ваздушни простор изнад Јужне Осетије.[58]

### Украјина
Ловац Су-27 се користи у оквиру ВВС Украјине за време Руске операције у Украјини, ради уништавања руске ПВО и осталих копнених циљева. Ови авиони су имали велике губитке у ваздуху. На истоку Украјине - погођено је неколико Су-27, украјинског ваздухопловства.

## Корисници
Око 680 авиона Су-27, произведено је у основном стандарду, од стране Совјетског Савеза и Русије. Ово не укључује каснију производњу развијених нових варијанти из основног авиона.
- Ангола — поседује 7 Су-27, од децембра 2010. године.[60]
- Белорусија — 17 Су-27 и Су-4 27УБМ1 у складишту од 2014. године. Након распада Совјетског Савеза, добили добила су 23 Су-27П и 5 Су-27УБ. Три Су-27П су продали Анголи 1998. године, један Великој Британији 2001. године. У септембру 2013, летење белоруских Су-27 је обустављен због истека ресурса, али ловци са оружјем нису уклоњени.[61][62] У јануару 2014. године, одлучено је да преиспитају одлуку и да ремонтују и модернизацију своје Су-27.[62] У Белорусији је 2013. године, је лоцирано 24. Су-27СМ3, у оквиру руске ваздухопловне базе.[63]
- Јерменија — поседује 10 Су-27, купљених од Русије 2005. године. Стационирани су на аеродрому у Гјумрију.[64]
- Кина — поседовали су 53 СУ-27СК и 16 Су-27УБК, у 2009. години, То су купили од Русије, пре потписивања споразума, 1998. о лиценцној производњи авиона, као што је Шењанг Ј-11 у Кини. Од тада су произвели 102 примерка Ј-11.[65][66]
- Еритреја — поседовали су 8 Су-27СК/27УБ, 2003. године, у оперативној употреби је било 6, у децембру 2010. године.[67]
- Етиопија — поседује 11 Су-27СК, 3 Су-27П, и 4 СУ-27УБ.[67]
- Индонезија — поседује 2 Су-27СК и 3 Су-27СКМ, у оперативној употреби од септембра 2010.[68]
- Казахстан — поседовао је 30 Су-27с у децембру 2010. године.[67]
- Русија
  - Ваздухопловство — поседовао је 445 Су-27/30 у оперативној употреби, у новембру 2008. године. Планирају да унапреде своју авиона у Су-27СМ2 стандард, које укључује нови радар, моторе и побољшање опреме, нови приказивачи у кабини и електричне команде лета, и друго.[69]
  - Морнарица — 279и поморски ловачки ваздухопловни пук, базиран је на Североморск-3 (аеродром), северна флота. Опремљен је са Су-25УТГ, и Су-33.
- Украјина — поседује 65 Су-27, у оперативној су употреби, децембра 2010. године.[67]
- Узбекистан — поседује је 25 Су-27.[67]
- Вијетнам — поседује 12 СУ-27СК и 3 Су-27УБК.[70]
- Сједињене Америчке Државе — поседује 7 Су-27. Два Су-27 су купљена 1995 у Белорусији и још 5 је купљено у Украјини 2009. године.[67][71]